# Louise Johnson
Louise Napier Johnson (Worcester, 26 de septiembre de 1940 – 25 de septiembre de 2012) fue una bioquímica y cristalógrafa británica. Fue profesora de la Cátedra "David Phillips" de Biofísica Molecular en la Universidad de Oxford de 1990 a 2007, y posteriormente fue profesora emérita.

## Educación
Asistió a la Wimbledon High School para mujeres de 1952 a 1959, donde las chicas eran estimuladas para estudiar ciencia. Su madre había estudiado bioquímica y fisiología en el University College de Londres en los años 1930 y apoyó la decisión de Johnson para dedicarse a una carrera científica. Ella asistió al University College de Londres en 1959 para estudiar física y, viniendo de una escuela exclusiva para mujeres, se vio sorprendida de ser una de solo 4 chicas, en una clase de 40 estudiantes. Cursó física teórica como su opción de tercer año y se graduó con una nota de 2.1. Mientras trabajaba con la Autoridad para la Energía Atómica del Reino Unido en Harwell sobre la difracción de neutrones durante una de sus vacaciones, conoció al Dr. Uli Arndt, un científico instrumental, quien trabajaba en la Royal Institution, Londres. Ella estaba impresionada con el trabajo que tomaba lugar ahí, y en 1962 ella se mudó a la Royal Institution para obtener un doctorado en biofísica. Su supervisor de tesis fue David Chilton Phillips, cuyo equipo estaba trabajando en la estructura cristalina de la lisozima. Su primera tarea fue determinar la estructura de una molécula de azúcar, N-acetilglucosamina, utilizando difracción de rayos X, lo cual ella pudo resolver en un año. Ella entonces pasó al estudio de la unión del sustrato a la proteína lisozima, y fue parte del equipo que descubrió la estructura de dicha enzima; esta fue la tercera estructura de proteína en la historia resuelta por cristalografía de rayos X, y la primera enzima. Obtuvo su doctorado en 1965 y fue al laboratorio del profesor Frederic M. Richards en la Universidad Yale para un año posdoctoral en 1966. En Yale, trabajó como parte de un equipo con Richards y Hal Wyckoff sobre la estructura cristalina de otra enzima, ribonucleasa, que fue resuelta poco después de que ella se fue: la cuarta estructura de proteína resuelta.

## Carrera
Después de su año postdoctoral en Yale, regresó al Reino Unido en 1967 y tomó el puesto de auxiliar en el Departamento de Zoología de la Universidad de Oxford. Johnson fue capaz de combinar la enseñanza con la investigación independiente y continuó su trabajo sobre la lisozima y nuevos estudios cristalinos sobre otras enzimas. En 1972 recibió algunos cristales de glucógeno fosforilasa y esto fue el comienzo de un capítulo importante en su carrera de investigación. Ella comenzó un análisis detallado mediante cristalografía de rayos X de la proteína, la cual era ocho veces más grande que la lisozima y mucho mayor que cualquiera de las otras proteínas cuyas estructuras habían sido resueltas para ese entonces. En 1973 fue designada como profesora en la universidad (lecturer), un puesto que fue asociado con el Somerville College. Se volvió un Additional Fellow de la universidad y la Janet Vaughan Lecturer. Ella ahora era capaz de expandir su equipo de estudiantes graduados e investigadores posdoctorales. El trabajo de la fosforilasa se desarrolló y para 1978 el equipo había descubierto su estructura y fue capaz de trabajar en sus propiedades de control biológico. La glucógeno fosforilasa se encuentra en los músculos y es responsable de movilizar el almacenamiento de energía del glucógeno para proveer combustible para sostener la contracción muscular. En el músculo en reposo la enzima es apagada para prevenir la degradación derrochadora del combustible, pero en respuesta a señales nerviosas u hormonales la encima es encendida casi simultáneamente para general el suplemento de energía. Su investigación fue dirigida hacia el entendimiento de las bases moleculares de las propiedades biológicas de mecanismos de control y catálisis. Su equipo usó la brillante fuente de rayos X generada en la Synchrotron Radiation Source en Daresbury, que proveyó datos que no podrían ser obtenidos con la fuente local. Fue profesora de la Cátedra David Phillips en biofísica molecular en la Universidad de Oxford entre 1990-2007.
El laboratorio de Johnson en Oxford resolvió y estudió muchas otras estructuras de proteínas, ella ha aportado 100 entradas en el Protein Data Bank incluyendo muchas formas de glucógeno fosforilasa y de complejos CDK/ciclina del ciclo celular. Junto con Tom Blundell ella escribió un influyente libro de texto sobre cristalografía de proteínas. Ella fue Directora de Ciencias de la Vida en Diamond Light Source entre 2003-2008, y fue Fellow del organismo entre 2008-2012. Diamond Light Source es la instalación nacional británica de radiación de sincrotrón en Harwell, Oxfordshire.

## Honores
Se le otorgó la orden de Dama Comandante (DBE) en 2003, y se convirtió en Dama del Imperio Británico. Fue Fellow (miembro) del Corpus Christi College y Fellow Honorario del Somerville College. Recibió varios grados honorarios, incluyendo: Doctor of Science honorario (Hon DSc) en la Universidad de Saint Andrews, 1992; Hon DSc en la Universidad de Bath, 2004; Hon DSc en el Imperial College London, 2009; Hon DSc Universidad de Cambridge, 2010. Fue elegida Miembro de la Royal Society, 1990; Miembro Asociado de la Tercera Academia Mundial de Ciencia, 2000; y un Asociado Extranjero de la Academia Nacional de Ciencias de Estados Unidos, 2011.

## Vida personal
Johnson se casó con el físico teórico Abdus Salam en 1968. Él posteriormente compartiría el Premio Nobel de Física en 1979 por su trabajo sobre la unificación electrodébil. Tuvieron dos hijos: un hijo nacido en 1974 y una hija nacida en 1982. Ella falleció el 25 de septiembre de 2012 en Inglaterra.